# Liste der Monuments historiques in Guindrecourt-sur-Blaise
Die Liste der Monuments historiques in Guindrecourt-sur-Blaise führt die Monuments historiques in der französischen Gemeinde Guindrecourt-sur-Blaise auf.

## Liste der Objekte
| Bezeichnung               | Beschreibung                                         | Standort                        | Kennzeichnung | Schutzstatus | Datum | Bild |
| ------------------------- | ---------------------------------------------------- | ------------------------------- | ------------- | ------------ | ----- | ---- |
| Skulptur Madonna mit Kind | Stein, Ende des 14. Jahrhunderts, beide Köpfe jünger | in der Kirche St-Maurice (Lage) | PM52000507    | Classé       | 1929  |      |